# 卡纳内亚
卡纳内亚是巴西圣保罗州的一个市镇。总面积1242.01平方公里，总人口12374人，人口密度10人/平方公里。